# Palacio de Cienfuegos de Peñalba
El Palacio de los Cienfuegos, o de los Señores de Allande, o de los Condes de Marcel de Peñalba, es un palacio nobiliario, situado en el concejo asturiano de Allande, España. Está declarado Bien de Interés Cultural desde 1994.

## Descripción
Sobre la base de un primitivo edificio del siglo XIV, fue reedificado hacia 1520 por Rodrigo González de Cienfuegos, señor de Allande, sufriendo después diversas remodelaciones por lo que sólo se conserva de época gótica la parte baja. Fue muy reformado en el siglo XVIII por Baltasar González de Cienfuegos, su propietario, V conde de Marcel de Peñalba. 
De marcado carácter defensivo, el palacio tiene planta en forma de L y está reforzado por tres sólidas torres, que le imprimen una gran monumentalidad. Estas torres, cubiertas a cuatro aguas, debieron de ser almenadas en origen y desmochadas al principio de la Edad Moderna. Las dos más antiguas son de planta cuadrada. La del extremo, de planta rectangular, manifiesta haber sido ampliada en época moderna para albergar las dependencias nobles. Y en el siglo XIX se le añadió una galería de estilo popular, elemento tradicional en las casas asturianas.
La sobriedad de líneas del conjunto y casi total desornamentación apenas se atenúan en el patio posterior, que conserva diversos elementos decorativos de carácter renacentista. Este patio rectangular está rodeado a la altura del primer piso por una galería corrida de madera, que descansa sobre gruesas y toscas columnas de mampostería.
En los últimos años se han realizando arreglos parciales para evitar su deterioro, habiéndose finalizado en 2008 la rehabilitación y la recuperación de las formas y colores originales de la galería adosada a la torre principal, que data de en torno a 1888.
Se encuentra en la Lista roja de patrimonio en peligro de Hispania Nostra.